# ديان آجوس
ديان آجوس (بالإندونيسية: Dian Agus Prasetyo) (3 أغسطس 1985 في إندونيسيا - ) هو لاعب كرة قدم إندونيسي في مركز حراسة المرمى. شارك مع منتخب إندونيسيا تحت 23 سنة لكرة القدم ومنتخب إندونيسيا لكرة القدم. أما مع النوادي، فقد لعب مع نادي آريما كرونوس ونادي سريويجايا ومادورا يونايتد وPersijap Jepara ‏ وميترا كوكار ‏ وباريتو بوترا ‏ وPS Gianyar ‏ وGresik United F.C. ‏.

## وصلات خارجية
- ديان آجوس على موقع قاعدة بيانات كرة القدم.إي يو (الإنجليزية)
- ديان آجوس على موقع ناشيونال فوتبول تيمز (الإنجليزية)
- ديان آجوس على موقع Soccerway.com (الإنجليزية)